# 妮古拉·桑德斯
妮古拉·桑德斯（英語：Nicola Sanders，1982年6月23日—），英国女子田径运动员，主攻400米短跑。她曾代表英国参加2008年夏季奥林匹克运动会田径比赛，获得女子4×400米接力铜牌。